# Ponte Anitchkov
A Ponte Anitchkov (em russo: Аничков мост) foi a primeira e mais importante ponte a cruzar o rio Fontanka em São Petersburgo, na Rússia. A ponte atual, construída entre 1841 e 1842 e reconstruída entre 1906 e 1908, combina uma forma simples com detalhes elaborados. Além de suas quatro famosas esculturas de cavalos, feitas entre 1849 e 1850, a ponte tem alguns dos mais célebres trilhos de ferro ornamentado em São Petersburgo. A estrutura é mencionada nos trabalhos de Pushkin, Gogol, e Dostoievski.

## História

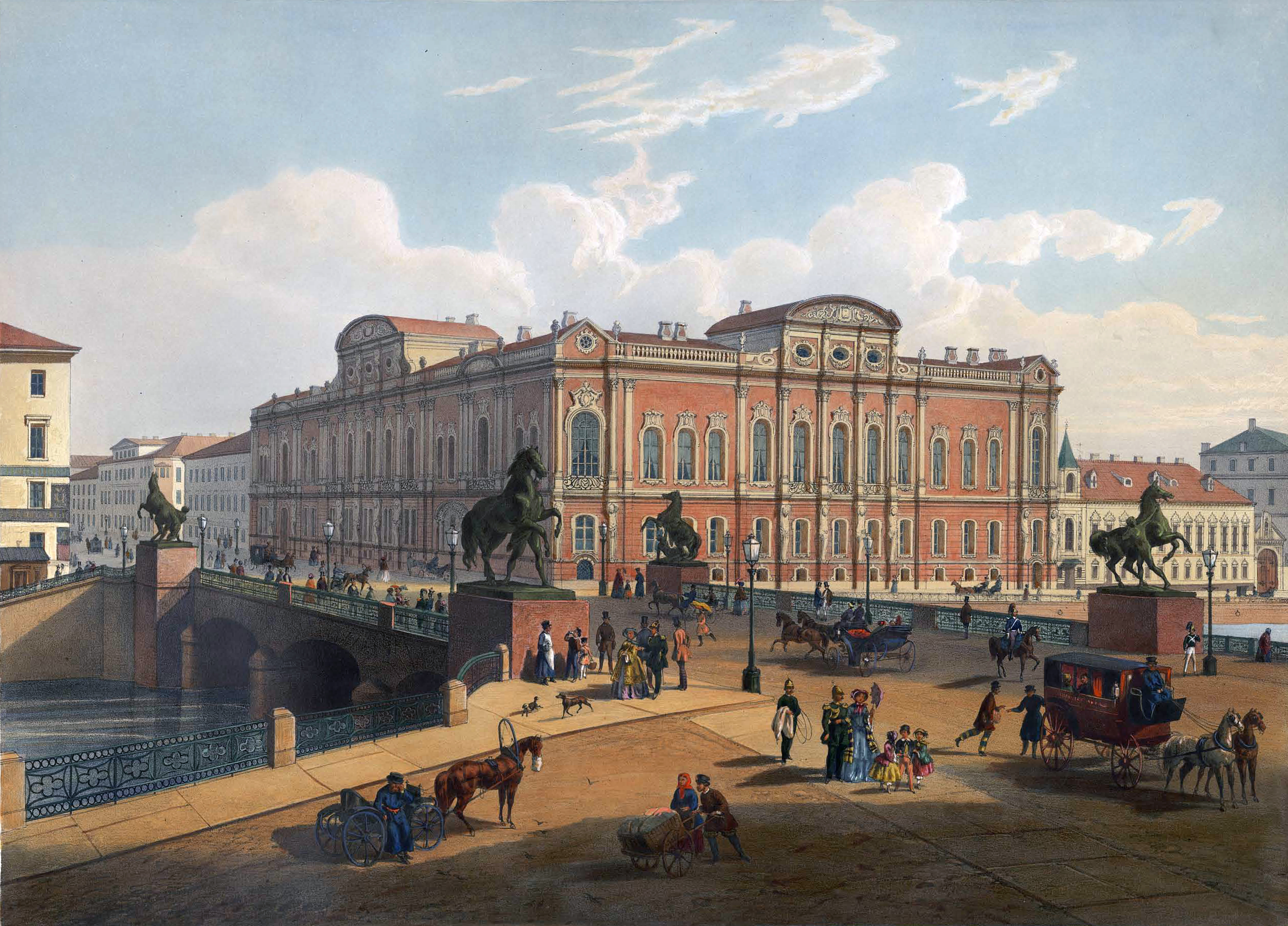
A Ponte Anitchkov e o Palácio Beloselsky-Belozersky na década de 1850.

A primeira ponte foi construída entre 1715 e 1716 por ordem de Pedro o Grande, e recebeu o nome de seu engenheiro, Mikhail Anitchkov. A ponte foi feita de madeira com vários vãos construídos em pilhas de suportes situados logo acima do rio Fontanka. Foi desenhado por Domenico Trezzini. Nada resta desta primeira ponte.
À medida que a cidade crescia e o tráfego fluvial aumentava, foram pensados novos planos em 1721 para criar uma nova ponte levadiça. A Ponte Anitchkov foi uma dos sete pontes levadiços de pedra e com torres de três andares construídas sobre o rio Fontanka no final do século XVIII, das quais a Ponte Lomonosov e a Ponte Stary Kalinkin são as duas ainda existentes. Naquela época, a Ponte Anitchkov era uma atração especialmente popular na Nevsky Prospekt, além de tema popular para ilustrações e pinturas.
Na década de 1840 o design do século XVIII, especialmente suas grandes torres, era considerado inadequado para a crescente quantidade de tráfego que passava sobre a Ponte Anitchkov ao longo da Nevsky Prospekt. Entre 1841 e 1842 uma estrutura maior e mais apropriada à largura da Nevsky Prospekt, foi construída no local sob a supervisão do Tenente General A. D. Gotman. A nova ponte era de pedra, e tinha três vãos fechados com arcos suavemente inclinados. Esta forma simples e concisa correspondeu bem com a cerca maciça do ferro de molde que limita a ponte de Anitchkov e os trilhos do ferro fundido de sereias, projetados originalmente por Karl Friedrich Schinkel para a Ponte do Palácio em Berlim. Entretanto, os arcos de pedra da ponte eram uma fonte contínua de problemas, e entre 1906 e 1908 a ponte mais uma vez teve que ser reconstruída e seus arcos reforçados.